# Елко (Пенсільванія)
Елко (англ. Elco) — місто (англ. borough) в США, в окрузі Вашингтон штату Пенсільванія. Населення — 267 осіб (2020).

## Географія
Елко розташоване за координатами 40°4′55″ пн. ш. 79°52′54″ зх. д. / 40.08194° пн. ш. 79.88167° зх. д. (40.081825, -79.881671).  За даними Бюро перепису населення США в 2010 році місто мало площу 0,92 км², з яких 0,71 км² — суходіл та 0,21 км² — водойми.

## Демографія
Згідно з переписом 2010 року, у селищі мешкали 323 особи в 133 домогосподарствах у складі 85 родин. Густота населення становила 351 особа/км².  Було 148 помешкань (161/км²).
Расовий склад населення:
| - 98,1 % — білих - 0,6 % — чорних або афроамериканців - 0,3 % — азіатів |

До двох чи більше рас належало 0,9 %. Частка іспаномовних становила 0,0 % від усіх жителів.
За віковим діапазоном населення розподілялося таким чином: 16,1 % — особи молодші 18 років, 56,7 % — особи у віці 18—64 років, 27,2 % — особи у віці 65 років та старші. Медіана віку мешканця становила 49,3 року. На 100 осіб жіночої статі у селищі припадало 81,5 чоловіків;  на 100 жінок у віці від 18 років та старших — 73,7 чоловіків також старших 18 років.
Середній дохід на одне домашнє господарство  становив 46 296 доларів США (медіана — 32 500), а середній дохід на одну сім'ю — 56 119 доларів (медіана — 50 893). За межею бідності перебувало 22,8 % осіб, у тому числі 66,7 % дітей у віці до 18 років та 14,9 % осіб у віці 65 років та старших.
Цивільне працевлаштоване населення становило 113 осіб. Основні галузі зайнятості: освіта, охорона здоров'я та соціальна допомога — 46,9 %, виробництво — 9,7 %, роздрібна торгівля — 8,8 %, будівництво — 8,8 %.